# Kurt Lütgen
Kurt Lütgen (* 25. November 1911 in Glietzig, Landkreis Naugard, Pommern; † 25. Juli 1992 in Bad Salzuflen) war ein deutscher Schriftsteller.

## Leben
Kurt Lütgen wurde als Sohn eines Landwirts in Glietzig geboren und wuchs in Magdeburg auf. Nach dem Besuch des Gymnasiums studierte er Germanistik, Geschichte, Philosophie und Kunstgeschichte an der Universität Halle.
Später absolvierte er eine Ausbildung zum Buchhändler und war von 1933 bis 1941 als Journalist und freier Verlagslektor in Essen tätig. Von 1941 bis 1945 nahm er als Soldat des Sanitätsdienstes am Zweiten Weltkrieg teil. Nach 1945 lebte er als freier Schriftsteller und Übersetzer in Essen, Bad Oeynhausen, Detmold und Bad Salzuflen.
Kurt Lütgen verfasste, orientiert an Joseph Conrad und Alfred E. Johann, überwiegend Jugendbücher zu exotischen und historischen Themen. Sein größter Erfolg dieser ausgiebig recherchierten „Sachbücher für die Jugend“ war Kein Winter für Wölfe (1955) über die Rettung einer im Eis eingeschlossenen Walfangmannschaft. Als sein ambitioniertestes Werk gilt Das Rätsel Nordwestpassage (1966).

## Ehrungen
- Friedrich-Gerstäcker-Preis für Der große Kapitän (1952)
- Deutscher Jugendbuchpreis für Kein Winter für Wölfe (1956)
- Deutscher Jugendbuchpreis für Das Rätsel Nordwestpassage (1967)
- Friedrich-Gerstäcker-Preis für das Gesamtwerk (1972)
- Bundesverdienstkreuz am Bande (29. Juli 1977)
- Großer Preis der Deutschen Akademie für Kinder- und Jugendliteratur e. V. Volkach (1983)

## Werke
- Der große Kapitän, Braunschweig u. a. 1950
- Der weiße Kondor, Braunschweig 1952
- Kein Winter für Wölfe, Braunschweig 1955
- Das Elefantenjahr, Braunschweig 1957
- Renntiere für Point Barrow, Wien 1959
- Die Hunde der Götter, Minden (Westf.) 1960
- Korroborri, Braunschweig 1960
- ... die Katzen von Sansibar zählen, Braunschweig 1962
- Eine Brücke über die Breusch, Lahr/Schwarzwald 1965
- Das Rätsel Nordwestpassage, Braunschweig 1966
- Die weiße Schwester der Seminolen, Lahr/Schwarzwald 1966
- Jeder lebt von seinem Traum, Baden-Baden 1968
- Nachbarn des Nordwinds, Braunschweig 1968
- Wagnis und Weite, Würzburg 1969
- Der beste Doktor weit und breit, Recklinghausen 1970
- Der hartnäckige Finne, Wien 1970
- Piblokto, Baden-Baden 1970
- Suzumé, Sohn der Samurai, Würzburg 1970
- Turmmusik und andere Anekdoten, Konstanz 1970
- Herbstliches Herz, Würzburg 1971
- Hinter den Bergen das Gold, Würzburg 1971
- Kapitäne, Schiffe, Abenteurer, Bayreuth 1971
- Das Gespenst von Kioto, Würzburg 1972
- Große Jagd auf allen Meeren, Bayreuth 1972
- Nebel vor Foyn, Baden-Baden 1972
- Vorwärts, Balto, Würzburg 1972
- Nur ein Punkt auf der Landkarte, Würzburg 1973
- Rebellen am Red River, Würzburg 1974
- Rückzug nach Süden, Würzburg 1975, ISBN 3-401-03746-3
- Vorstoß in tödliche Tiefen, Bayreuth 1975
- Vitus J. Bering, Balve/Sauerland 1976
- Auf Geheimkurs – Australien Saga I, Würzburg 1977 ISBN 3-401-01588-5
- Hoch im Norden neues Land, Bayreuth 1977
- Weit hinter dem Wüstenmond – Australien Saga II, Würzburg 1977 ISBN 3-401-01589-3
- Wie Sand vor dem Wind, Würzburg 1979
- Das große Kurt-Lütgen-Buch, Bayreuth 1980
- Auf einer Insel weit draußen im Meer, Bayreuth 1981
- Feuer in der Prärie, Würzburg 1982
- Ein Leben für die Rocky Mountains, Würzburg 1983
- Sein letzter Löwe, Stuttgart 1984
- Wächter der Wildnis, Würzburg 1985
- Meine Insel, Recklinghausen 1986

### Herausgeberschaft
- „Fahr gen Himmel mit der Brigg“ und achtzehn andere Seegeschichten, Minden (Westf.) 1952
- Geschichten deutscher Erzähler, Minden (Westf.) 1963
- Humor in der Technik, Essen
  - 1. Heitere Geschichten, unterhaltsame Anekdoten, Kuriositäten, Satiren in Vers und Prosa, 1950
- Japan aus erster Hand, Würzburg 1978
- Das merkwürdige Wrack, Würzburg 1973
- Die schönsten Tiergeschichten aus aller Welt, München 1989

### Übersetzungen
- Phyllis Bottome: Das letzte Geschenk, Essen-Steele (Ruhr) 1949 (übersetzt gemeinsam mit Wilhelm Dorn)
- Joyce Cary: Frau Mondays Verwandlung, Essen-Steele (Ruhr) 1949 (übersetzt gemeinsam  mit Wilhelm Dorn)
- Joyce Cary: Im Schatten des Lebens, Essen-Steele (Ruhr) 1948 (übersetzt gemeinsam mit Wilhelm Dorn)
- George Finkel: Antarktika, Dortmund 1977
- Curt Gentry: Das Geheimnis der Goldmine, Würzburg 1973
- Ernestine Hill: Meine Liebe muß warten, Minden (Westf.) 1961
- Hyman Levy: Ein Weltbild für Menschen unserer Zeit, Essen-Steele, Ruhr 1947 (übersetzt gemeinsam mit Wilhelm Dorn)
- Chris McManus: Das verhexte Schiff, Minden (Westf.) 1960
- Jeannette Mirsky: Ohne Kompaß und Schwert, Würzburg 1973
- Ohne Fahrplan, Minden (Westf.) 1955
- Irving Wallace: Die fabelhaften Originale, Minden (Westf.) 1962